# Криштован де Мендонса
Криштован де Мендонса (порт. Cristóvão de Mendonça; 1475 — 1532) — португальский мореплаватель, по мнению ряда историков первооткрыватель Австралии.

## Биография
О жизни Криштована де Мендонсы, как и многих других мореплавателей того времени, известно немногое. Родился он в семье Диогу Фуртаду де Мендонсы, градоначальника города Моран. Позже, известный португальский историк Жуан де Барруш упоминает о нём как о капитане одного из 14 кораблей армады, 23 апреля 1519 года отплывшей из Лиссабона в Гоа, столицу Португальской Индии.
Последующие несколько лет Криштован, вероятно, провел в Азии. В 1521 или 1522 году он был назначен начальником экспедиции из нескольких кораблей, которая должна была направиться на поиски некоего «Острова Золота» (порт. Ilha do Ouro). В этом плавании, как полагают некоторые историки, он высадился на западном побережье Австралии, весомым доказательством чего служат две бронзовые пушки, предположительно португальского производства XVI века, найденные в 1916 году в предполагаемом месте высадки экспедиции Мендонсы.
Дальнейший путь экспедиции неизвестен, но, по ряду свидетельств, весной 1524 года Мендонса находился у мыса Доброй Надежды. В 1528 году он исполнял обязанности начальника Ормузской крепости. Умер, предположительно, в 1530 или 1532 году.